# Sarule
Sarule è un comune italiano di 1 465 abitanti della provincia di Nuoro che si trova a 630 metri sul livello del mare nella Barbagia di Ollolai.

## Geografia fisica

### Territorio
Situato nella Barbagia di Ollolai, alle pendici del monte Gonare, Sarule si estende per oltre 52 km² e confina con Ollolai, Orani, Olzai, Ottana e Mamoiada. Il suo territorio presenta una notevole differenza altimetrica, che varia dai 215 m della valle di Ghirthoe, ai 1086 m del monte Gonare.

## Storia
L'area era già abitata in epoca prenuragica e nuragica.
Numerosi ritrovamenti, tra cui tombe dei giganti, monoliti e nuraghi, testimoniano le origini antiche del paese.
Nell'Alto medioevo, intorno al VI secolo, si trovava sotto il dominio di Ospitone, inviato dal Papa Gregorio Magno per sollecitare la conversione al cristianesimo dell'intera popolazione della zona, ancora legata a credenze pagane.
In epoca medievale appartenne al giudicato di Torres, e fece parte prima della curatoria di Sarule, di cui fu il capoluogo, e poi di quella di Ottana.
Alla caduta del giudicato (1259) passò per qualche tempo sotto l'amministrazione del giudicato di Arborea, e successivamente, intorno al 1324, sotto quello aragonese. Il territorio fu conteso tra Aragonesi e Arborensi durante la guerra sardo-catalana, finché tra la fine del XIV e l'inizio del XV secolo passò definitivamente sotto il dominio aragonese, ove il paese divenne un feudo che fu incorporato nel 1617 nel marchesato di Orani, concesso ai Da Silva. Dai Da Silva passò ai Fadriguez Fernandez, ai quali venne riscattato nel 1839 con la soppressione del sistema feudale.

### Simboli
Lo stemma e il gonfalone del comune di Sarule sono stati concessi con decreto del presidente della Repubblica del 19 ottobre 2021.

Il gonfalone è un drappo di rosso.

## Società

### Evoluzione demografica
Abitanti censiti

### Lingue e dialetti
Nel dialetto di Sarule, si riscontra la presenza di alcuni termini di chiara derivazione araba, che si ipotizza siano stati portati in maniera diretta da schiavi catturati o da pirati rifugiatisi nelle montagne dell'interno dell'Isola. Altri termini invece sono arrivati attraverso il dialetto pisano o quello genovese, oppure attraverso le lingue dei plurisecolari dominatori dell'Isola, il catalano e lo spagnolo, idiomi abbondantemente influenzati dall'arabo; 
altri termini ancora sono arrivati attraverso i commercianti siciliani e quelli napoletani. 
Non si può inoltre trascurare l'apporto fornito dalle comunità ebraiche provenienti dalla Spagna musulmana, e stabilitesi nei ghetti di Cagliari, Sassari e Alghero.
Fra i termini di origine araba presenti nel sardo, due si trovano solamente nel dialetto sarulese: dimma (Nell'espressione "lu amus a dimma") e tabeccàre (Nell'espressione "'(f)aco comente mi tabèccat", che letteralmente significa "faccio come mi pare", e può essere ricondotto alla radice tbq che tra i diversi significati ha anche quello di "stare bene", "convenire", etc).

### Tradizione e folclore

#### Il carnevale sarulese
La maschera principale del carnevale sarulese è la cosiddetta maschera a gattu (Maschera del gatto), citata anche da Grazia Deledda nel romanzo Elias Portolu.
Le due gonne del costume tradizionale sono indossate al rovescio, una coperta bianca sulla testa simboleggia la nascita, un velo nero di fronte al viso la morte, e una fascia rossa intorno al capo il matrimonio.
Il fantoccio destinato a venire bruciato alla fine dei festeggiamenti è detto Su maimone, vestito con pantaloni da cavallerizzo (pantalones a s'isporta) imbottiti di stracci, gambali, e un camicione che nasconde una damigiana colma di vino con cui si riempiono i bicchieri dei partecipanti ai festeggiamenti.
Nella figura di Su Maimone è possibile ritrovare echi di antichi riti contro la siccità che si ritrovano nell'Antico Egitto.

## Economia

### Artigianato
Tra le attività più tradizionali e rinomate vi sono quelle artigianali, che si distinguono per l'arte della tessitura, finalizzata alla produzione di tappeti realizzati con telai verticali e caratterizzati dalle dimensioni notevoli, dalla prevalenza dei colori giallo, nero, rosso, marrone, dai disegni geometrici o dalle figure ispirate da oggetti rurali oppure da elementi della natura.

In particolare si distingue per un tipo di tappeto nominato comunemente "Burra", prodotto secondo schemi tramandati in maniera secolare e costituito da trame colorate in maniera naturale. Questo tipo di tappeto è unico nel suo genere a livello regionale e si può osservare al museo Etnografico di Nuoro.
Oltre ai noti tappeti, sussiste nel suo territorio in maniera fortemente identitaria e tradizionale la pastorizia. La produzione principalmente è destinata al settore caseario con prodotti ovini di eccellente qualità, rinomati anche essi in tutta l'isola ed esportati anche in America.
Il suo territorio collinare, ben esposto, conta un gran numero di Oliveti secolari. il prodotto derivato dalle olive, ovvero l'olio, costituisce una parte dell'economia del paese, con un olio ottimo nella media dei produttori.
Varie forme di artigianato legate al ferro battuto sono visitabili nel paese.

## Amministrazione
| Periodo          | Periodo          | Primo cittadino  | Partito                          | Carica                    | Note   |
| ---------------- | ---------------- | ---------------- | -------------------------------- | ------------------------- | ------ |
| 20 novembre 1994 | 29 novembre 1998 | Giuseppe Pes     | indipendente                     | sindaco                   | [ 15 ] |
| 29 novembre 1998 | 26 maggio 2003   | Giovanni Ladu    | liste civiche di centro-sinistra | sindaco                   | [ 16 ] |
| 26 maggio 2003   | 16 giugno 2008   | Antonio Gaia     | liste civiche di centro-sinistra | sindaco                   | [ 17 ] |
| 16 giugno 2008   | 27 maggio 2013   | Antonio Gaia     | lista civica "Unios Pro Sarule"  | sindaco                   | [ 18 ] |
| 27 maggio 2013   | 11 giugno 2018   | Mariangela Barca | lista civica "Obiettivo Comune"  | sindaco                   | [ 19 ] |
| 11 giugno 2018   | 16 giugno 2019   | Felice Corda     |                                  | commissario straordinario | [ 20 ] |
| 16 giugno 2019   | 10 giugno 2024   | Paolo Ledda      | lista civica "Sa Comuna"         | Sindaco                   |        |